# 올루엔
올루엔(웨일스어: Olwen)은 웨일스 신화에서 거인들의 우두머리 어스바다덴의 딸이며 고레우의 사촌이다. 그녀는 《마비노기온》 중 〈쿨후흐와 올루엔〉의 여주인공이다.
올루엔의 아버지 어스바다덴은 올루엔이 결혼하면 죽을 운명이었다. 때문에 쿨후흐가 올루엔에게 청혼하자 어스바다덴은 쿨후흐에게 올루엔과 결혼하고 싶다면 각종 어려운 임무를 해결하라고 한다. 쿨후흐는 자기 사촌 아서 왕의 도움으로 임무들을 해결하고, 어스바다덴이 죽자 올루엔을 아내로 맞아들인다.
올루엔의 이름은 "하얀색 발자국"이라는 뜻이다. 전설에 따르면 그녀의 발자국에서 하얀 백합이 피었다고 한다.